# 西伯利亚临时政府 (鄂木斯克)

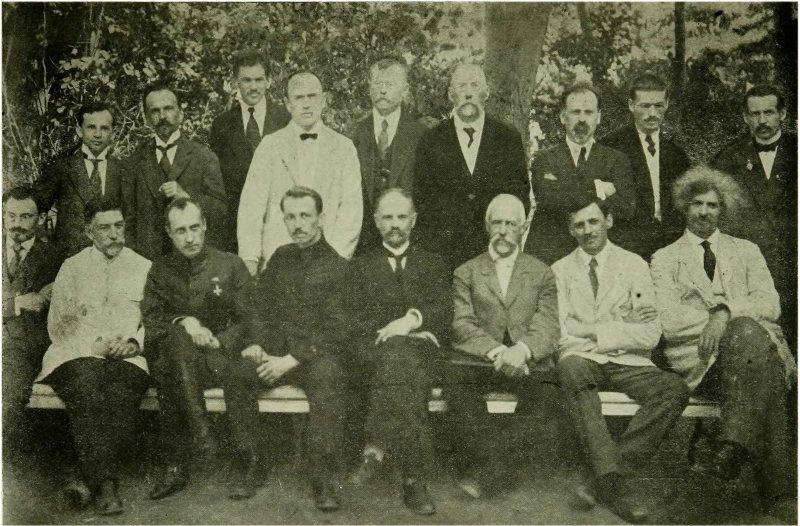
西伯利亚临时政府的内阁成员

西伯利亚临时政府是1918年由白军在西伯利亚建立的一个短暂的政权。
1918年3月，布尔什维克政权在西伯利亚建立后，西伯利亚临时政府主席社会革命党人彼得·德尔伯与西伯利亚临时政府（符拉迪沃斯托克）的政府成员一起迁往哈尔滨，6月迁往符拉迪沃斯托克。

## 历史

### 成立
1918年春，捷克斯洛伐克军团的起义改变了西伯利亚局势，西伯利亚由被布尔什维克控制逐渐转为被白军控制，白军和捷克斯洛伐克军团的部队一个接一个地占领了西伯利亚西部和东部的城市。1918年6月6日，鄂木斯克被白军占领。随后白军成立鄂木斯克司令部，远东白军统领帕维尔·帕夫洛维奇·伊万诺夫-里诺夫上校则在这之后声明：“从今天起，一切权力归于我和我授权的专员所有，而西伯利亚政府移交给A.格里申-阿尔马佐夫，直到权力得以移交到地方自治局与城市的行政机构”。
鄂木斯克政府的下一步是促使符拉迪沃斯托克的社会革命人政府解散，并将权力移交给它。然而，1918年6月的政治形势与1月的情况大不相同。符拉迪沃斯托克的社会革命党德伯的政府在其基本组成和最重要的职位分配上都是按社会主义标准的，也就是说，按照当时的标准，普遍认为社会革命党人处以极左翼立场。白军中并非所有人都希望，在勉强驱逐布尔什维克后却屈服于社会革命党人。
此外，白军部分实权派将领不愿受制于社会革命党人。这导致了1918年6月在鄂木斯克进行的会议，随后6月30日宣布成立一个新的临时政府，后来被称为西伯利亚临时政府。其主席是外交部长P.V·沃洛戈德斯基。除沃洛戈茨基外，部长会议还包括内政部长V.M·克鲁托夫斯基、事务部长M.B·沙蒂洛夫、财政部长I.A·米哈伊洛夫和司法部长G.B·帕图申斯基。
后来，历史学家N.N·戈罗文评价此事："在鄂木斯克发生的事是一场和平且成功的政变"。

### 鄂木斯克和符拉迪沃斯托克的冲突
社革德伯政府不愿意承认这次政变的结果。6月29日，在符拉迪沃斯托克举行了一次会议，并宣布改名为西伯利亚临时自治政府（符拉迪沃斯托克）。
几天后，鄂木斯克和符拉迪沃斯托克的政府发布互不承认的声明。首先，1918年8月4日，鄂木斯克政府发表声明：“从此以后，除了西伯利亚临时政府（鄂木斯克）之外，其他任何政权都不得在西伯利亚境内行使权力”。几天后，即1918年8月8日，德伯政府发表《西伯利亚自治州临时政府宣言》，并“通知俄国的友好国家，盟国和中立国，6月29日。1918年，它宣布承担了西伯利亚的政权的权力和应有义务”。
除发表互不承认声明外，符拉迪沃斯托克没有其他反击手段。西伯利亚军队支持鄂木斯克政府。德伯本人在宣布成立“西伯利亚自治临时政府”后不久就辞去了政府中职务，离开了符拉迪沃斯托克。1918年10月，西伯利亚临时政府（符拉迪沃斯托克）解散，承认全俄临时政府的权威。